# Mahasz
Mahasz est l'association de l'industrie musicale hongroise, fondée en 1992. Mahasz organise les Hungarian Music Awards et fait les hit-parades de Hongrie.
Mahasz est le diminutif de  Magyar Hanglemezkiadók Szövetsége (Association des maisons de disque hongroises).

## Niveau de certification

### CD musicaux
Répertoire national
| Certification | Avant juin 1992 | Avant décembre 1997 | Avant avril 2002 | Avant mars 2005 | Avant septembre 2006 | Avant octobre 2009 | Après octobre 2009 |
| ------------- | --------------- | ------------------- | ---------------- | --------------- | -------------------- | ------------------ | ------------------ |
| Or            | 100 000         | 50 000              | 25 000           | 15 000          | 10 000               | 7 500              | 5 000              |
| Platine       | 200 000         | 100 000             | 50 000           | 30 000          | 20 000               | 15 000             | 10 000             |
| Diamant       | 400 000         | 200 000             | -                | -               | -                    | -                  | -                  |

### Singles
| Certification | Nombre d'exemplaires |
| ------------- | -------------------- |
| Or            | 1 500                |
| Platine       | 3 000                |

### DVD musicaux
| Certification | Jazz/Classique | Pop   |
| ------------- | -------------- | ----- |
| Or            | 1 000          | 2 000 |
| Platine       | 2 000          | 4 000 |